# RTÉ One
RTÉ One (irl. RTÉ a hAon) – sztandarowy kanał telewizyjny Raidió Teilifís Éireann, uruchomiony 31 grudnia 1961 roku, z siedzibą w Donnybrook, dzielnicy Dublina w Irlandii. Kanał jest dostępny dla widzów całej wyspy poprzez cyfrową telewizję naziemną Saorview i Freeview, cyfrową platformę Sky, jak również online na całym świecie przy pomocy usługi RTÉ player. Jest finansowany częściowo z abonamentu radiowo-telewizyjnego, pozostała część finansowania pochodzi z reklam komercyjnych. Ponieważ RTÉ jest częściowo finansowane z abonamentu radiowo-telewizyjnego, wyświetla znacznie mniej reklam niż większość innych kanałów dostępnych w Irlandii i Irlandii Północnej.
Telewizja startowała pod nazwą Telefís Éireann i jej pierwsza emisja miała miejsce w Sylwestra 1961 roku. W 1968 roku rozpoczęto nadawanie kanału w standardzie PAL. Pierwszą kolorową transmisją był w 1971 finałowy mecz Railway Cup na stadionie Croke Park oraz niedługo później pierwsza w historii Irlandii transmisja Konkursu Piosenki Eurowizji. Nazwa kanału była zmieniana kilkakrotnie: w 1966 na RTÉ Television, w 1978 na RTÉ1, natomiast aktualna nazwa istnieje od 1995.
RTÉ One przedstawia zróżnicowany program tygodniowy. Sztandarowym programem kanału jest The Late Late Show. Na kanale emitowane są też m.in. opery mydlane Fair City i Coronation Street. W ciągu dnia mają miejsce trzy wydania wiadomości: RTÉ News: One O'Clock, RTÉ News: Six One, RTÉ News: Nine O'Clock.